# ザ・レジェンド・オブ・ルーシー・キーズ
『ザ・レジェンド・オブ・ルーシー・キーズ』（The Legend of Lucy Keyes）は2006年のアメリカ・イギリスの合作映画。日本では劇場未公開。
現在もニューイングランドで語り継がれる250年前の実際の少女失踪事件を題材にしたオカルト・ホラー映画。

## 内容
ニューイングランドの田舎に越してきたクーリー一家。しかし、ご近所さんは不穏で、どこか冷淡だった。
その夜、森から不気味な女性の声を聞き、恐怖におののく母娘。
実は、彼らの新居は250年前に住んでいたキーズ一族の愛娘で、クーリー家の末娘と同じ名の少女ルーシーが失踪事件を遂げた家だった。

## スタッフ
- 監督・脚本：ジョン・スティンプソン
- 製作総指揮：J・トッド・ハリス、マーク・トベロフ
- 撮影：ゲイリー・ヘノック
- 音楽：エド・グレンガ

## キャスト
- ジーン・クーリー：ジュリー・デルピー（吹替：瀬尾恵子）
- ガイ・クーリー：ジャスティン・セロー（吹替：田坂浩樹）
- サマンサ・ポーター：ブルック・アダムス
- ジョナス：マーク・ブーン・ジュニア
- シーラ：ミシェル・グリーン